# Giancarlo Guerrini
Giancarlo Guerrini (Roma, 29 dicembre 1939 – Roma, 21 marzo 2025) è stato un pallanuotista italiano, vincitore di una medaglia d'oro all'olimpiade di Roma 1960 con la squadra italiana composta, oltre dallo stesso Guerrini, da Danio Bardi, Giuseppe D'Altrui, Salvatore Gionta, Amedeo Ambron, Franco Lavoratori, Gianni Lonzi, Luigi Mannelli, Rosario Parmegiani, Eraldo Pizzo, Dante Rossi e Brunello Spinelli.
Con la Pro Recco vinse tre scudetti ed una Coppa dei Campioni (competizione di cui disputò anche un'altra finale). Fu allenatore della Lazio Nuoto.